# Ракетный обстрел Украины 29 декабря 2023 года
Ночью и утром 29 декабря 2023 года в ходе вторжения в Украину российские войска нанесли очередную массированную ракетную атаку по Украине, в ходе которой было запущено около 110 ракет разных типов.
Сначала российские войска использовали беспилотники «Shahed», после чего последовало несколько волн ракетных атак. По утверждению украинских военных, Россия применила баллистические ракеты, С-300, «Кинжалы», Х-22 / Х-32, Х-101 / Х-555. В атаке приняли участие около 18 стратегических бомбардировщиков. Всего было запущено около 110 ракет и 36 дронов.
Удары пришлись по 18 населённым пунктам 10 областей, в том числе по Киеву, Харькову, Одессе, Днепру, Запорожью, Львову, Конотопу и Смеле. По данным ООН, погибли 58 человек и ранены 158. Это стало самым большим количеством жертв за один день среди мирного населения Украины в 2023 году. В Днепре, Запорожье и Одессе 30 декабря, а в Киеве — 1 января объявили днём траура по погибшим.
По данным украинских властей, в результате атаки разрушены или повреждены более 100 частных домов, 45 многоэтажных зданий, школы, больницы, роддом, две церкви, много торговых и складских строений, ТЭЦ и высоковольтные линии,  а также объекты военной и промышленной инфраструктуры.
Во время атаки одна из российских ракет временно нарушила воздушное пространство Польши.
Атака стала одной из крупнейших за все время войны России с Украиной. Стоимость запущенных Россией ракет и БПЛА составила не менее 1,273 млрд долларов. Следующий российский массированный удар по Украине произошел 2 января 2024 года.

## Ход событий

### Фон
Атака 29 декабря 2023 года произошла на фоне относительного тупика в ходе наземных боевых действий между ВСУ и российскими силами. После неудачного украинского контрнаступления российская армия начала медленное продвижение вдоль линии всего фронта. 25 декабря министр обороны РФ Сергей Шойгу заявил о захвате Марьинки в Донецкой области. В это же время продолжались ожесточенные бои за Авдеевку.
Вместе с тем 22 декабря ВСУ заявили, что сбили сразу три Су-34, спустя два дня заявили о сбитии ещё двух российских истребителей, а 26 декабря ВСУ уничтожили в Феодосии российский большой десантный корабль «Новочеркасск», на котором могли находиться до 77 моряков.

### Атака
В ночь с 28 на 29 декабря ВС России совершили наиболее массированную за весь год атаку на Украину ракетами и дронами «Shahed». Украинскими военными было зафиксированы 36 ударных дронов, которые атаковали Западную Украину с северных и юго-восточных рубежей с Россией.
Около 3 часов ночи были подняты в воздух 18 стратегических бомбардировщиков Ту-95МС, которые достигли пусковых рубежей около 6 утра и атаковали Украину, запустив около 90 ракет Х-101 / Х-555 / Х-55.
Около 5 часов утра из Курской области Украину атаковали и несколько бомбардировщиков Ту-22М3, которые использовали 8 ракет Х-22 / Х-32. В это же время из оккупированного Крыма, Курской и Белгородской областей по Украине было выпущено 14 баллистических ракет — С-300, С-400, Искандер-М.
Около 6:30 утра 5 истребителей МиГ-31 выпустили по Украине 5 гиперзвуковых ракет «Кинжал». Также с помощью истребителей Су-35 было запущено 4 противорадиолокационные ракеты Х-31П и одну Х-59.
Перед этим обстрелом Россия атаковала Украину с использованием бомбардировщиков Ту-95 8 декабря 2023 года, а до этого они не использовались для атак Украины 79 дней.
В СМИ отмечалось, что ровно за год до этой атаки, 29 декабря 2022 года Россия также осуществила массированный обстрел Украины с помощью ракет и дронов. Тогда россияне запустили 69 воздушных целей, из которых, по утверждению украинских военных, ПВО сбила 65.

#### Киев

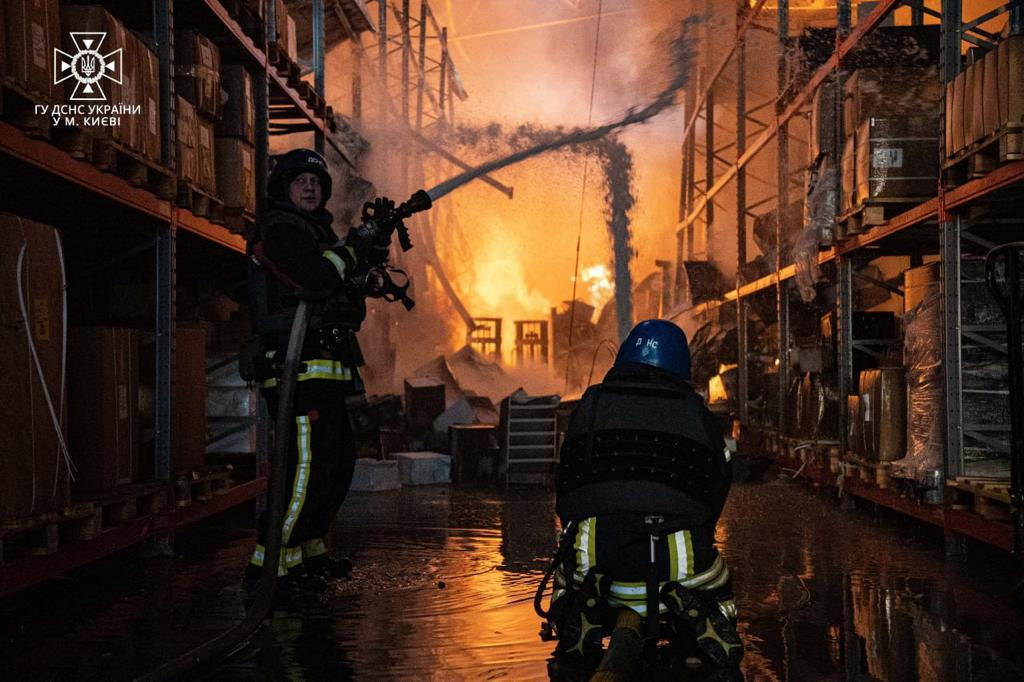
Пожар на складе в Киеве

В столице Украины воздушная тревога длилась около 5 часов. Городские власти утверждали, что над Киевом было сбито более трёх десятков воздушных целей разного типа. Однако в разных районах города в результате атаки были разрушения и пострадавшие.
В Шевченковском районе был поражен завод «Артем», специализирующийся на производстве ракет разного класса, а также приборов и оборудования для авиационных летательных аппаратов. Были повреждены жилой дом, склады, гаражи, а также здание станции метро «Лукьяновская». В Подольском районе возник пожар на складе на площади три тысячи квадратных метров. В Святошинском районе возник пожар в незаселенном многоэтажном доме, а также загорелось несколько автомобилей. В Дарницком районе получили повреждения два жилых дома.
Всего в результате атаки в Киеве 33 человека погибли и 30 пострадали (17 из которых госпитализированы). Киевский мэр Виталий Кличко назвал этот удар самым большим по количеству жертв в Киеве.

#### Днепр

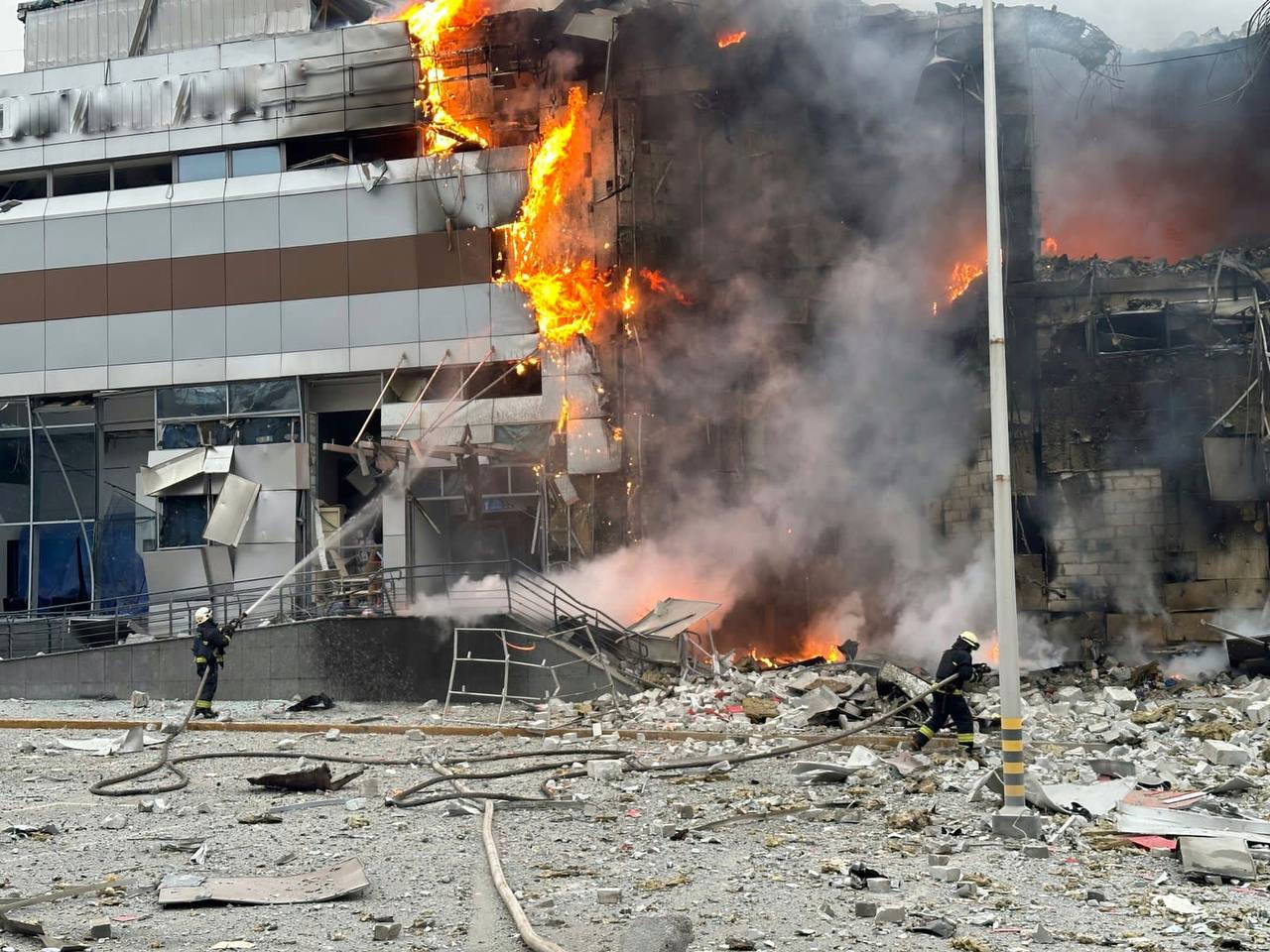
Торгово-развлекательный центр Appolo в городе Днепр после удара

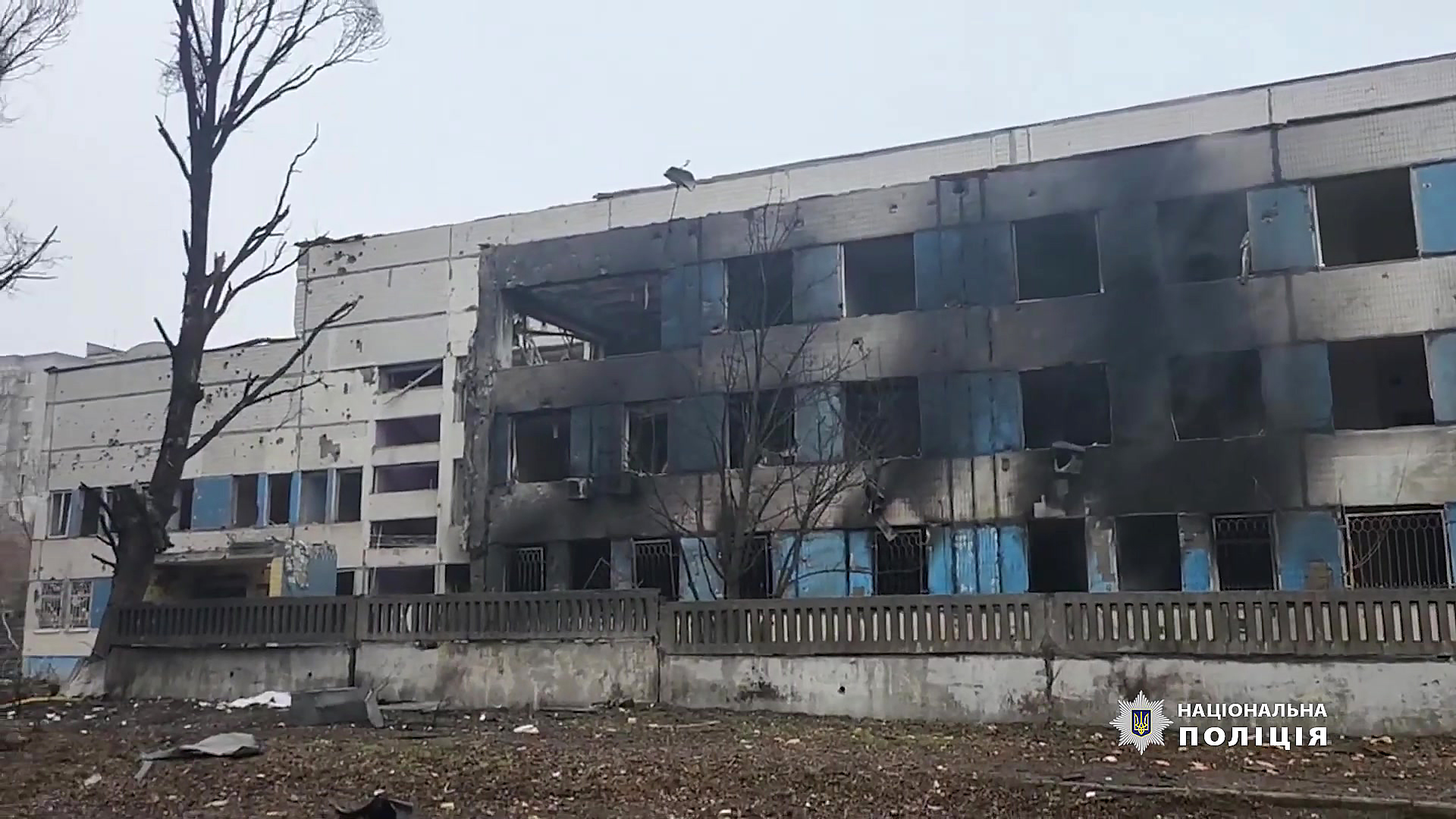
Роддом в Днепре после удара

Одна из ракет попала в ТРЦ Appolo. Кроме того, уничтожен один частный дом, повреждены 8 административных зданий, не менее 20 многоэтажек и автомобили. Также загорелся роддом, но находившиеся в нём люди заблаговременно укрылись в бомбоубежище. Погибли не менее 7 человек и пострадали не менее 30. По словам мэра Днепра Бориса Филатова, в результате атак в городе было выбито по меньшей мере две с половиной тысячи окон.
Всего над Днепропетровской областью сбито 18 ракет. В Новомосковске Днепропетровской области, по данным местных властей, пострадали два человека и повреждены 13 частных домов.

#### Харьков
Около 5 часов утра россияне атаковали Харьков ракетами С-300, крылатыми ракетами Х-22 и ракетами Искандер. Всего, по данным украинских властей, по городу было запущено около 20 ракет.
В результате атаки были разрушены или повреждены жилые дома, школа, отделение «Новой почты», склады, транспортное депо, предприятия, медицинское учреждение. В городе возникли проблемы с подачей электричества для общественного транспорта.
В Харькове погибло три человека, ещё минимум 13 пострадали, из них трое были в тяжёлом состоянии.

#### Львов

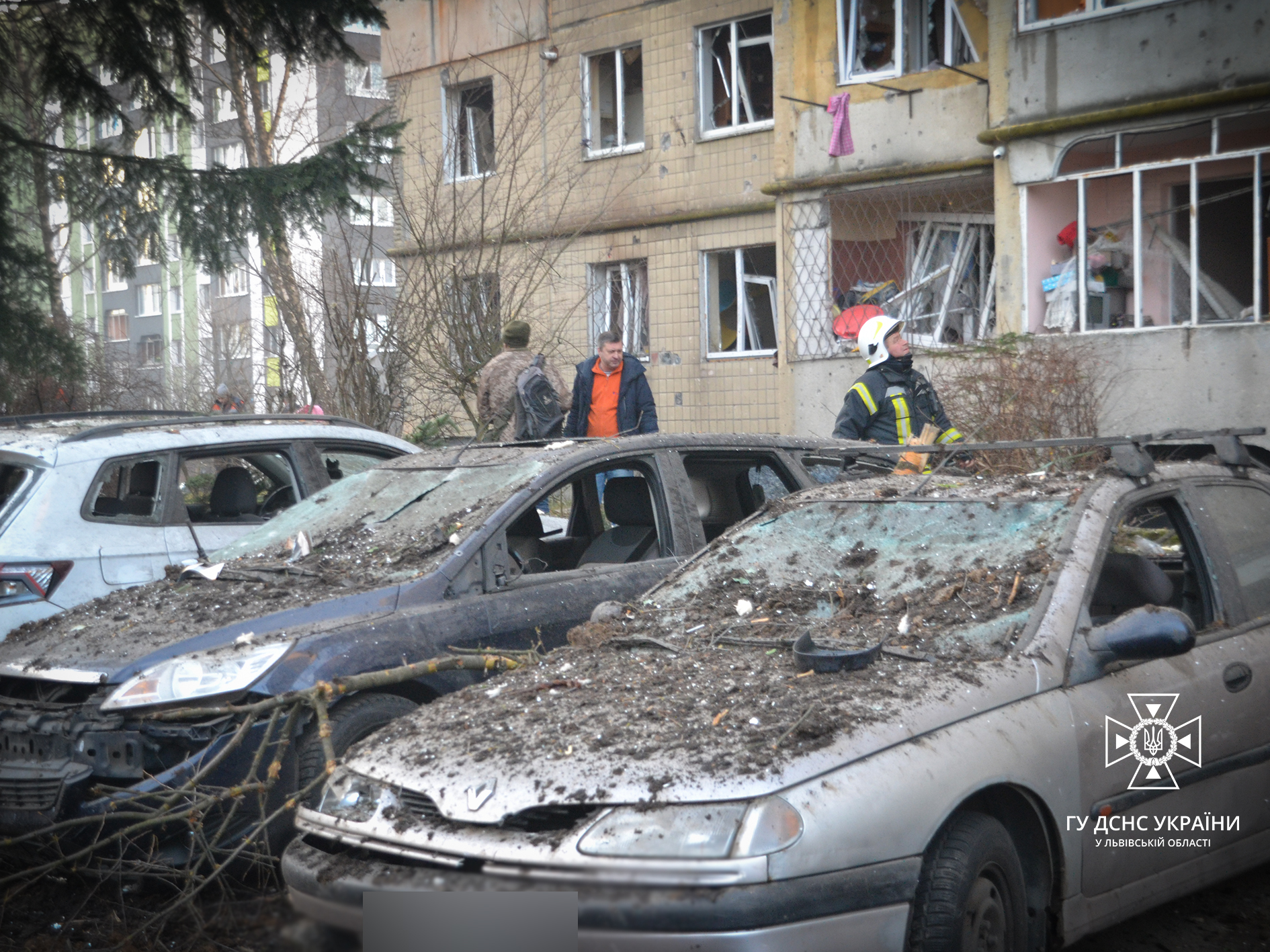
Повреждённый дом и машины во Львове

Ночью Львовскую область атаковали 14 дронов «Shahed», из которых по словам украинских военных удалось сбить 8. Удар дронов пришелся по одному из львовских предприятий, в результате чего повреждения получили административное здание и производственные цеха.
Утром по Львову россиянами был нанесен ракетный удар. По словам украинских военных, из 15 ракет средствами ПВО сбиты 10. В результате ракетной атаки было повреждено 18 жилых домов, две школы, лицей, детсад, множество автомобилей. При этом 7 жилых домов получили значительные повреждения.
В результате атаки было ранено около 30 человек, из них 16 госпитализированы. Большинство ранений произошло из-за осколков от выбитых окон. В результате попадания в жилой дом на улице Хоткевича погиб 1 человек — Виктор Кобзистый — украинский баскетболист, тренер и бывший игрок сборной Украины по баскетболу.
Также сообщалось о попадании в инфраструктурный объект в Дрогобычском районе Львовской области. Украинские власти не приводили подробностей, однако заявили, что обошлось без жертв.
Обломки некоторых ракет упали в полях в Львовском и Стрийском районах.

#### Запорожье

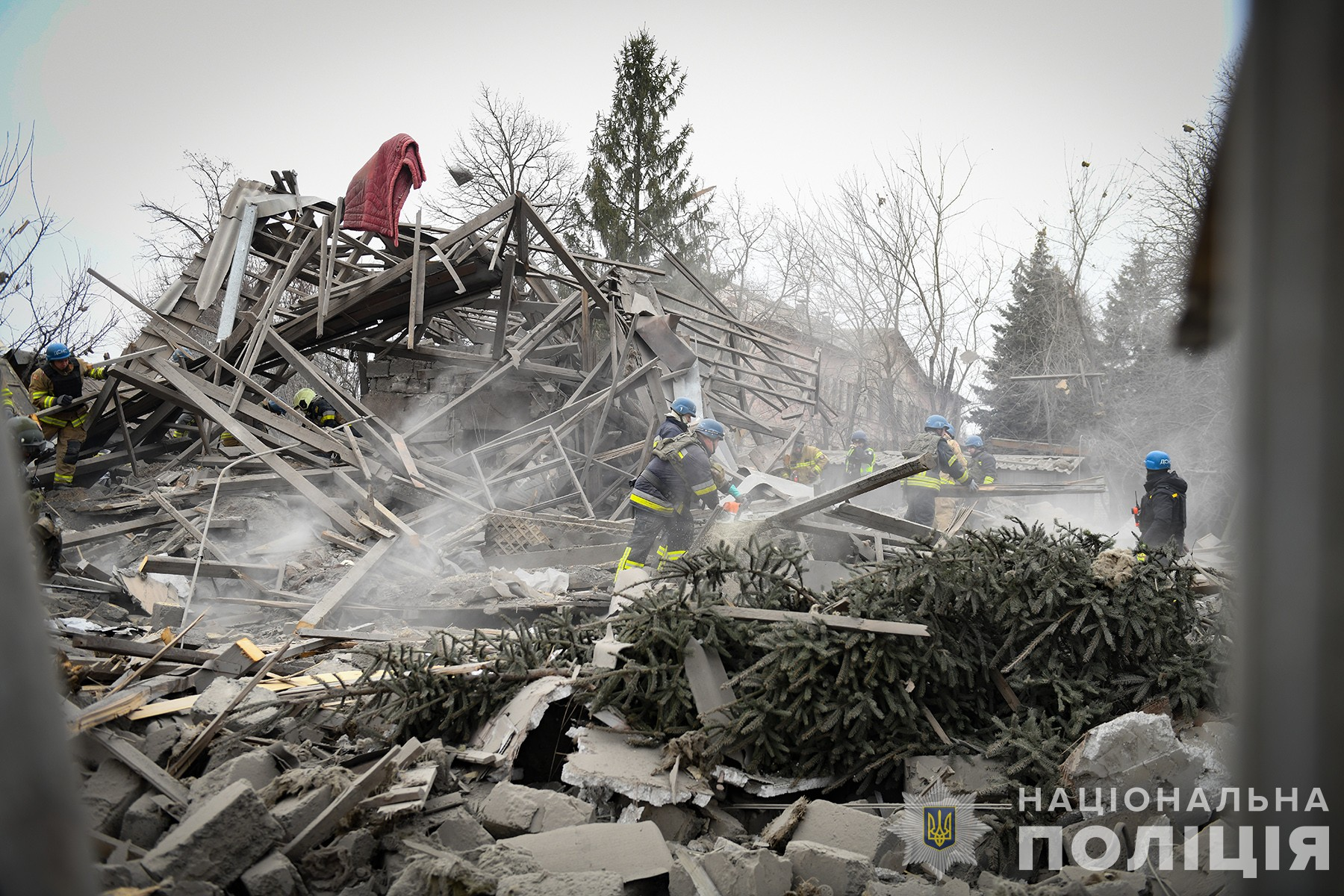
Разрушения в Запорожье

По словам главы запорожской ОВА Юрия Малашко, россияне нанесли по Запорожью десять ракетных ударов, использовав ракеты Х-22, Х-32, Х-101, а также Циркон. По его словам, одну из ракет удалось сбить.
По словам Юрия Малашко, целью россиян были промышленные предприятия города. Несколько ракет попали по территории предприятий, одна из ракет попала по открытой местности, ещё одна разрушила частный дом. Взрывной волной было повреждено ещё несколько многоэтажек. Также пострадали около 20 гаражей, автозаправочная станция и здание гостиницы.
В результате атаки погибло 9 человек. Около 13 человек получили ранения.

#### Одесса

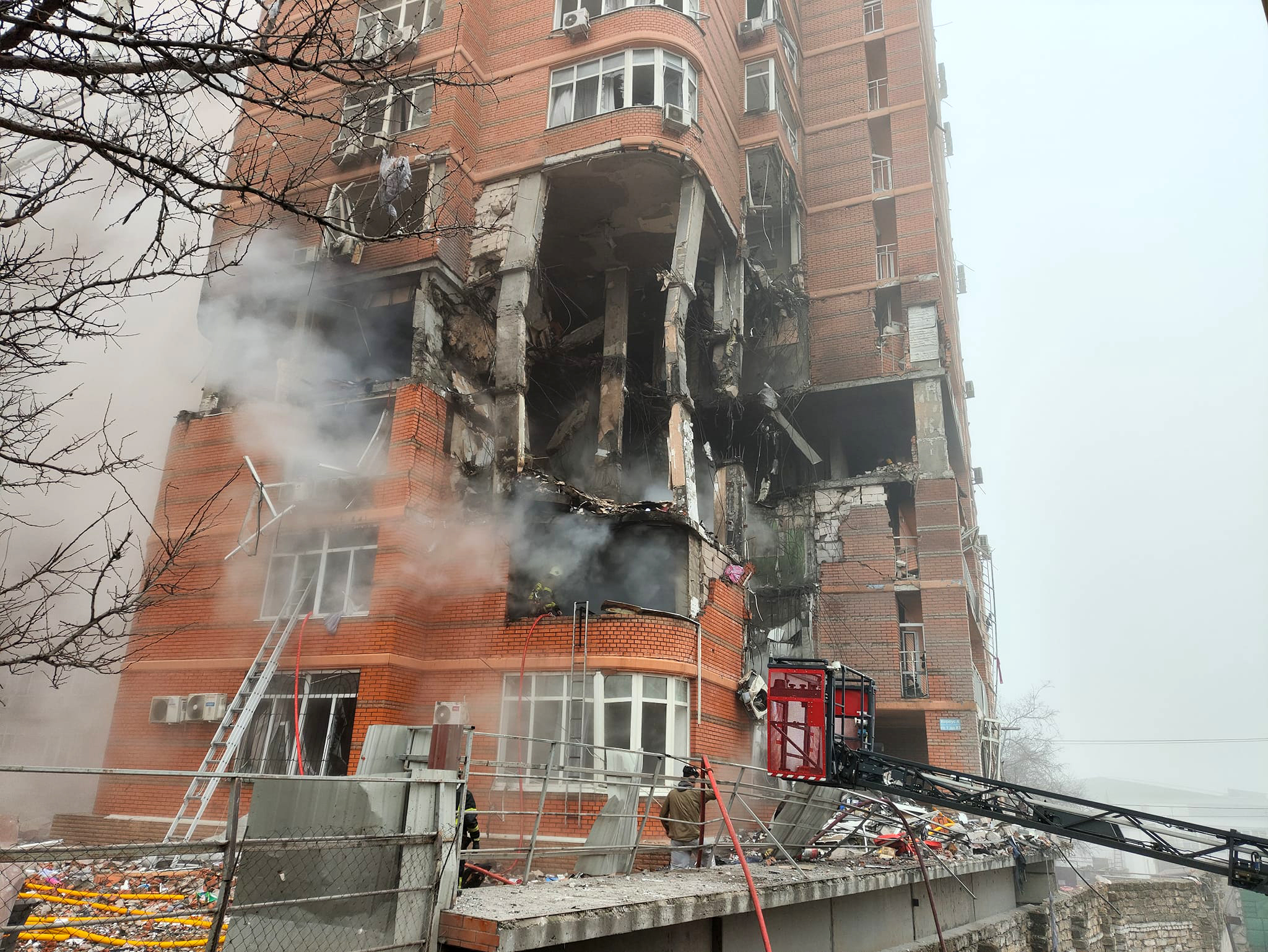
Дом в Одессе после удара

Одессу россияне ночью атаковали дронами «Shahed», а утром — ракетами.
По данным украинских властей, в Одессе в результате обстрела был повреждён 21 жилой дом, из которых два частных, а остальные — многоэтажные. Всего пострадало около 70 квартир. Также пострадал лицей. В одной из одесских церквей в результате атаки обрушился потолок, едва не задев священника, который в это время проводил церковную службу.
Пять человек погибли, более 30 человек получили ранения, в том числе двое детей шести и восьми лет и беременная женщина. Одна пострадавшая была в тяжёлом состоянии.

#### Другие города

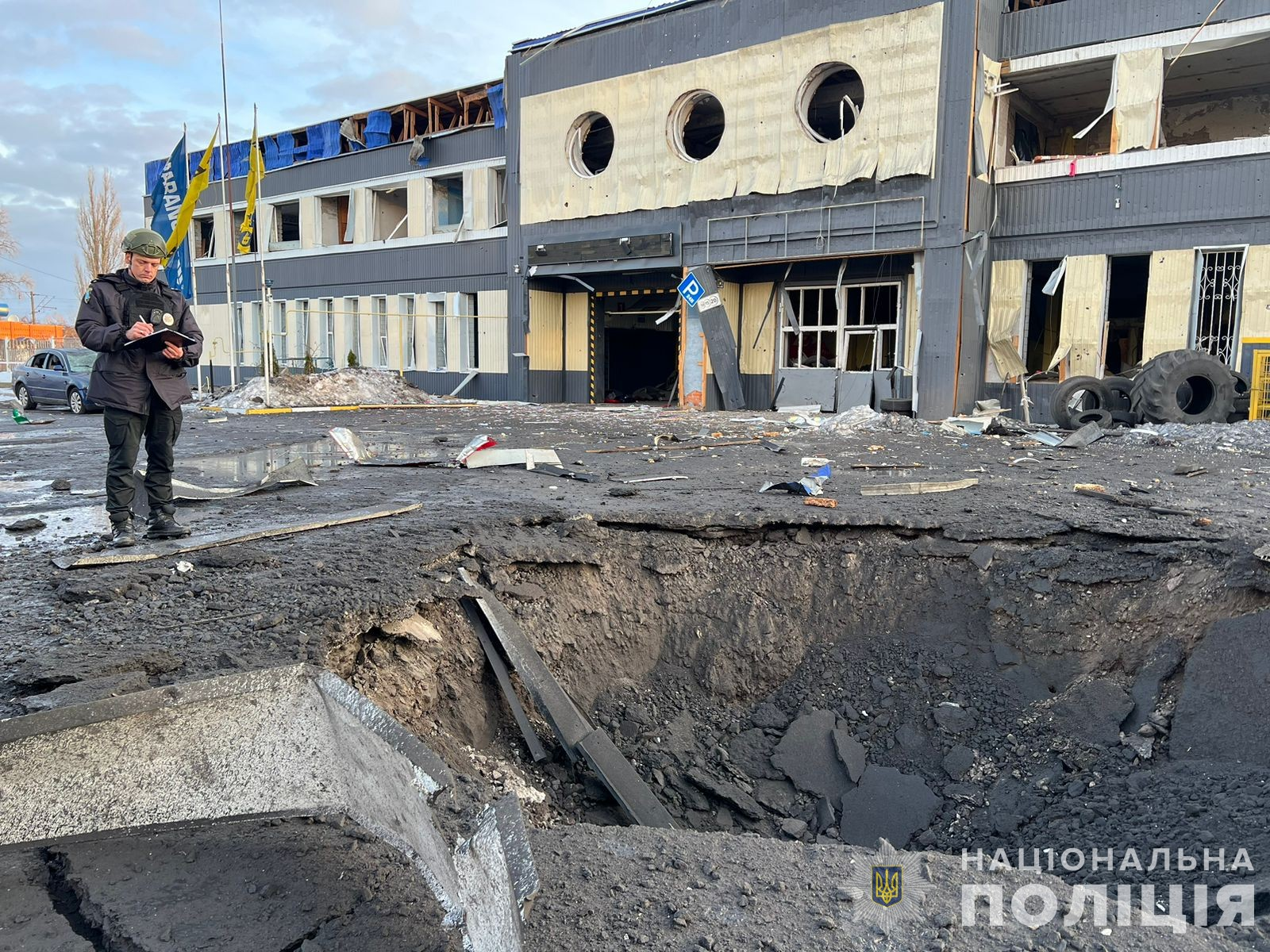
Воронка рядом со станцией техобслуживания в Конотопе

Россияне осуществили ракетный удар и по городу Конотоп Сумской области. В результате пострадали три человека. Был повреждён многоквартирный дом и станция технического обслуживания автомобилей, один из автомобилей загорелся.
Также в результате российского ракетного удара был поврежден 51 частный дом в городе Смела Черкасской области. Пострадало 9 человек.

### Последствия
По данным украинских военных, всего РФ использовала 158 средств нападения: 122 ракеты разных типов и 36 дронов. Представитель Воздушных сил ВСУ Юрий Игнат заявил, что «Россия выпустила по Украине всё, кроме „Калибров“».
ВСУ заявили, что ими было уничтожено 114 воздушных целей: 27 дронов Shahed-136 / 131 и 87 крылатых ракет Х-101/ Х-555/ Х-55. О перехвате баллистических ракет не сообщалось.
В результате атаки были повреждены линии электропередач в четырёх областях — Киевской, Днепропетровской, Одесской, Харьковской, из-за чего у 5 тысяч абонентов возникли проблемы с электроэнергией. Однако в украинском Минэнерго заявили, что ситуация в энергетике Украины после обстрела осталась стабильной.
На следующий день, 30 декабря 2023 года, произошёл крупнейший с начала войны обстрел Белгорода. Украинские СМИ назвали его ответом за массированную атаку по Украине.

## Инцидент в Польше
Во время массированной российской атаки по Украине Польша зафиксировала нарушение своего воздушного пространства неопознанным объектом. Представитель польских вооружённых сил заявил: «В утренние часы в воздушное пространство Республики Польша со стороны границы с Украиной влетел неопознанный воздушный объект, который с момента пересечения границы и до исчезновения сигнала наблюдался радиолокационными средствами системы противовоздушной обороны страны».
Жители гмины Долхобычув наблюдали движущийся с огромной скоростью летающий объект. В этой же местности в ноябре 2022 года упала украинская ракета ПВО вблизи села Пшеводув. Кроме того, в Польше был ещё один инцидент, связанный с ракетами: в апреле 2023 года в польском лесу близ города Быдгощ местным жителем были найдены фрагменты ракеты, позже эксперты пришли к выводу, что это была крылатая ракета Х-55 и она, скорее всего, прилетела из-за западной границы страны, пролетев над Польшей 300—500 км; у польской армии таких ракет на вооружении нет.
Президент Польши Анджей Дуда созвал срочное заседание Бюро национальной безопасности. Начальник Генштаба Польши генерал Веслав Кукула заявил, что «у нас есть подтверждение на национальном и союзническом радарах» о появлении ракеты в воздушном пространстве Польши. Кукула заявил, что «все указывает» на то, что это была российская ракета. По словам польских военных, российская ракета залетела на польскую территорию вглубь на 40 км, где маневрировала около 3 минут, после чего вернулась в воздушное пространство Украины. По данным издания Polsat News, данной ракетой вероятнее всего была Х-22 или Х-101, которая по возвращении на территорию Украины была сбита украинскими силами ПВО.

## Реакция

### Украина
Президент Украины Владимир Зеленский заявил: «Мы обязательно ответим террористам на их удары. И мы будем бороться, чтобы обеспечить безопасность своей стране, каждому городу, всему нашему народу. Российский террор должен проиграть — и именно так и будет».
Министр обороны Украины Рустем Умеров назвал произошедшее крупнейшей воздушной атакой за все время войны. Он также заявил, что россияне много месяцев накапливали запасы ракет, поэтому РФ будет способна и далее наносить такие атаки.
Валерий Залужный, командующий войсками Украины, заявил, что нападения были направлены против важнейших промышленных и военных объектов.
МИД Украины заявил: «Российские войска воюют с украинскими женщинами, детьми, пожилыми людьми, гражданским населением. Преступления, которые сегодня совершила Россия в Украине — ее месть за невозможность переломить ход борьбы на поле боя с украинскими силами обороны. Призываем международное сообщество объединить все усилия, чтобы остановить российский геноцид украинского народа. Никакие разговоры о „перемирии“, „временном отказе от территорий“, „усталости“, „переговорах“ и других „уступках“ не остановят российской агрессии, а лишь будут раздувать ее масштабы. Россия не рассматривает никаких других сценариев, кроме как полного уничтожения Украины».
Министр иностранных дел Украины Дмитрий Кулеба призвал другие государства к «непрерывной финансовой и военной поддержке Украины».

### Западные государства
Президент США Джо Байден подчеркнул, что эта атака — «суровое напоминание миру, что после почти двух лет этой разрушительной войны цель Путина остается неизменной: он стремится уничтожить Украину и подчинить ее народ». Он призвал Конгресс как можно быстрее одобрить помощь Украине на 2024 год.
Верховный представитель Евросоюза по иностранным делам Жозеп Боррель резко осудил российскую атаку: «Это был еще один трусливый и неизбирательный обстрел школ, станции метро и больницы, в результате которого погибли по меньшей мере 16 человек и несколько получили ранения. ЕС поддерживает Украину, пока это необходимо».
Британский премьер-министр Риши Сунак заявил: «Эти масштабные атаки на украинские города показывают, что Путин не остановится ни перед чем, чтобы достигнуть своей цели — уничтожения свободы и демократии. Мы не позволим ему победить. Нам нужно оставаться на стороне Украины — столько, сколько потребуется». Министр обороны Великобритании Грант Шэппс пообещал передать Украине сотни ракет к уже переданным ей британским системам ПВО.
Атаку также осудили Япония, Латвия, Молдова, Эстония.

## Оценки
По оценкам военной разведки Великобритании, основной целью массированных ракетных ударов конца 2023 — начала 2024 годов стали объекты военной промышленности. По мнению военных Великобритании, ВС РФ сменили тактику: зимой 2022-2023 годов нападениям подвергались объекты энергетики Украины. В сводке высказываются предположения о том, что российские военные готовятся к долгой войне и понимают рост военной индустрии обеих стран.
По сообщению The Economist, неназванный источник из оборонной промышленности Украины предполагает, что основные удары были нанесены преимущественно по оборонным объектам, часть из которых производит дроны и БПЛА.